# U Librae
U Librae är en pulserande variabel av Mira Ceti-typ (M) i stjärnbilden Vågen. 
Stjärnan varierar mellan visuell magnitud +8,9 och 15,2 med en period av 228 dygn.